# Bracon alexamasisae
Bracon alexamasisae (лат.) — вид паразитических наездников из семейства браконид, отряда перепончатокрылых. Эндемик Коста-Рики. B. alexamasisae назван в честь Alexa Masis за её участие в жизни семьи Masis + Boshart, поскольку она играла жизненно важную роль в росте и управлении Фондом сохранения лесов Гуанакасте GDFCF (Guanacaste Dry Forest Conservation Fund) и региона Гуанакасте (ACG, Área de Conservación Guanacaste, Коста-Рика).

## Описание
Длина тела около 4 мм. Основная окраска состоит из сочетания светло- и темнокоричневого (голова, грудь, брюшко), ноги светлее. Выделение вида произведено на основании молекулярного баркодирования последовательности нуклеотидов по цитохром оксидазе COI. Биология  неизвестна. Предположительно, как и другие виды рода может паразитировать на гусеницах разных видов бабочек в качестве эктопаразитоида. Вид был впервые описан в 2021 году американским гименоптерологом Michael J. Sharkey (The Hymenoptera Institute, Redlands, США) по типовым материалам из Коста-Рики.